# Línea roja (frase)
Línea roja o "cruzar la línea roja" es una frase utilizada mundialmente y que hace referencia a un punto imaginario de no retorno o a una "línea en la arena" o a "un límite que, una vez ultrapasado, la seguridad ya no puede ser garantizada".

## Origen
El origen de la frase se remonta al "Acuerdo de la Línea Roja" de 1928 entre los socios de la petrolera Turkish Petroleum Company (TPC) cuyo objetivo era formalizar la estructura corporativa de TPC y vincular a todos los socios a través de una "cláusula de auto-denegación" que prohibiera a cualquiera de sus accionistas perseguir de forma independiente intereses petrolíferos más allá del territorio otomano. Se dice que ninguno de los participantes tenía idea exacta de las fronteras del Imperio Otomano previas a la Primera Guerra Mundial y que, durante una de las reuniones finales, el empresario armenio Calouste Gulbenkian habría dibujado de memoria las fronteras en un mapa de Oriente Medio con un lápiz rojo. Se cuenta que Gulbenkian dijo que esa era la frontera del Imperio Otomano que había conocido en 1914. Lo sabía, añadió, porque había nacido y vivido en él. Según otras fuentes, la "línea roja" no habría sido dibujada por Gulbenkian sino por un representante francés. Si bien, de hecho, la cuestión se había resuelto con bastante anterioridad durante las negociaciones del los ministros de asuntos exteriores británico y francés, el nombre de "Acuerdo de la Línea Roja" se mantuvo.
La expresión seguiría siendo importante para la diplomacia global y fue reutilizada durante la fundación de la ONU después de la Segunda Guerra Mundial, especialmente en el mundo anglófono. Solamente Francia se referiría a ella como la "línea amarilla" (franchir la ligne jaune).

## Historia de su uso

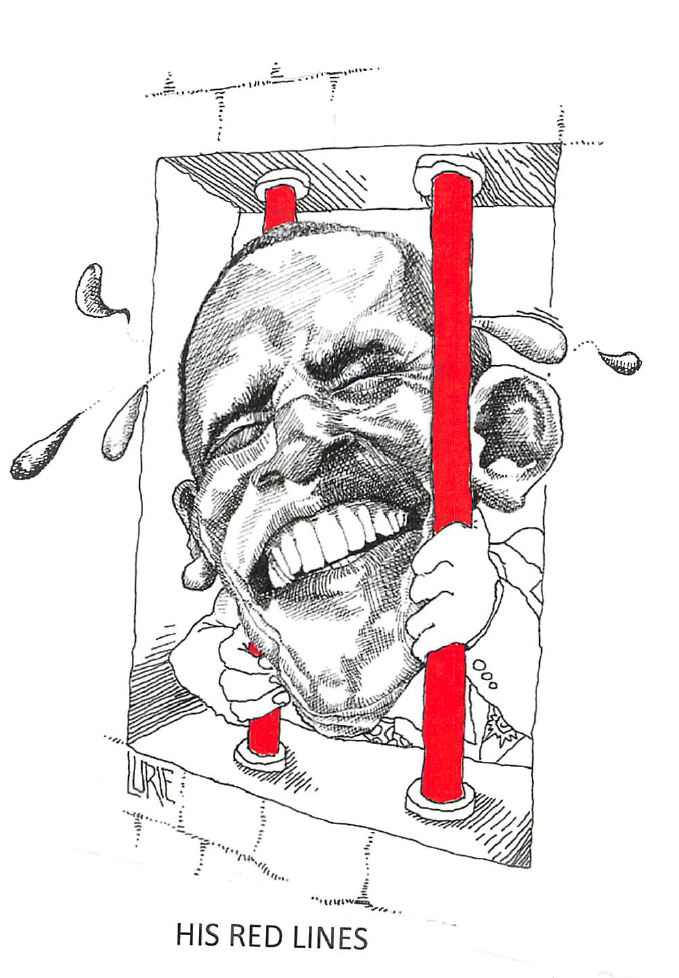
Caricatura política "Sus líneas rojas" por Ranan Lurie. Dibujado luego de los ataques químicos de Guta en 2013

En Israel la frase fue utilizada principalmente como una metáfora política por el ministro de Relaciones Exteriores, Yigal Allon, en 1975, cuando dijo que Washington "ha conseguido dibujar una línea roja que todos los países árabes saben que no deben cruzar y que Estados Unidos no va a sacrificar a Israel en aras del apoyo árabe". Posteriormente, Yitzhak Rabin utilizó la frase para referirse a la línea de la cual no debería permitírsele cruzar al ejército sirio después de la ocupación de Líbano de 1976. El 27 de septiembre de 2012 en la 67.ª Asamblea General de las Naciones Unidas en la Sede de la ONU en Nueva York, en un discurso donde abordó el programa nuclear de Irán, el primer ministro israelí Benjamin Netanyahu agregó una línea roja a un dibujo sobre una bomba.
Según Ben Yagoda, un profesor de inglés y periodismo en la Universidad de Delaware, en 1987, hay referencias a las "líneas rojas" en los conflictos entre Chad y Libia y, según un artículo del New York Times de 1999, clérigos musulmanes de Irán dibujaron una "línea roja de la revolución que nadie debía cruzar". Ya el 26 de enero de 1984 un artículo del Milwaukee Centinel hacía referencia a una línea roja impuesta por las fuerzas francesas en el sur de  Chad.
Funcionarios de Estados Unidos citados por la agencia de noticias Reuters en mayo de 1994 utilizaron el término en referencia a las negociaciones con Corea del Norte sobre la retirada de combustible de un reactor. Martin Walker en The Guardian utilizó la misma frase en junio, en referencia a las declaraciones de los funcionarios de Estados Unidos. El Secretario de Estado Warren Christopher utilizó la frase en referencia a la OTAN y el control de la misión de mantenimiento de la paz en Bosnia en el programa de la CBS el 22 de octubre de 1995. Barack Obama utilizó la frase el 20 de agosto de 2012 durante la guerra civil de Siria en relación con las armas químicas, diciendo que "hemos sido muy claros con el régimen de Assad y también con otros agentes en el terreno, que para nosotros sería una línea roja ver armas químicas desplazarse o ser utilizadas. Eso cambiaría mi cálculo. Cambiaría mi ecuación."
En los Estados Unidos la frase se convirtió entonces en una fuente de controversia cuando el oponente político John McCain dijo que la línea roja estaba "aparentemente escrita con tinta invisible", debido a que, aparentemente, la línea roja se había cruzado sin ninguna acción. En el primer aniversario del discurso de la línea roja de Barack Obama ocurrieron los ataques químicos de Guta. Entonces Obama aclaró "Yo no establecí una línea roja. El mundo estableceió una línea roja cuando los gobiernos de países que representan el 98% de la población mundial dijeron que el uso de armas químicas es abominable y aprobó un tratado prohibiendo su uso, incluso cuando los países están en guerra", en referencia a la Convención sobre Armas Químicas.